# Gideon la Novena
Gideon la Novena es una novela de ciencia ficción fantástica publicada en 2019 y escrita por la neozelandesa Tamsyn Muir. Es la novela debut de Muir y la primera de su saga La Tumba Sellada, seguida de Harrow la Novena (2020), Nona la Novena (2022) y Alecto la Novena (2023).

## Estilo
Gideon la Novena se destaca por su escritura, que mezcla el terror gótico con el humor contemporáneo. Muir reconoce que su escritura "incluye memes y bromas inútiles para el lector que nadie en mi universo entendería".  Adam Rowe en Forbes también comentó sobre la incorporación de Muir de los "tics del lenguaje de 2019". En la entrevista de Rowe, Muir dijo que el "tono irreverente" tenía la intención de "equilibrar el aspecto de terror y algunos de los estilos  Gormenghast, más pesados". La reseña de NPR de Jason Sheehan dijo sobre el género de la novela: "Gideon la novena es demasiado divertida para ser terror, demasiado empalagosa para ser ciencia ficción, tiene demasiadas naves espaciales y puertas automáticas como para ser fantasía, y tiene muchos más desmembramientos sangrientos que el romance palaciego  promedio".

## Recepción
Gideon la Novena fue nombrado uno de los mejores libros de 2019 por varias publicaciones y organizaciones, incluidas NPR, Vox, la Biblioteca Pública de Nueva York, Wired,  Polygon, Bustle, Paste, Shelf Awareness, Book Riot, y Gizmodo Australia, y fue seleccionado por los editores Amazon como el mejor libro de ciencia ficción y fantasía de 2019. Ha recibido los elogios de autores como VE Schwab, Charles Stross, Robin Sloan, Warren Ellis, Martha Wells, Amal El-Mohtar, Kiersten White, Annalee Newitz, Genevieve Cogman, Kameron Hurley, Django Wexler, Yoon Ha Lee, Rebecca Roanhorse, Richard Kadrey, Rin Chupeco, Max Gladstone y Brooke Bolander.
La novela también fue preseleccionada para el Premio Nebula 2020 a la Mejor Novela, el Premio Mundial de Fantasía 2020, y el Premio Hugo 2020 a la Mejor Novela.
En 2021, NPR incluyó a Gideon la Novena como uno de los 50 mejores libros de ciencia ficción y fantasía de la década de 2010.